# Karen Carlson
Karen Carlson (Shreveport, 15 gennaio 1945) è un'attrice, regista e produttrice cinematografica statunitense.

## Biografia
Interprete prevalentemente televisiva, Karen Carlson ha interpretato - fra gli altri - il ruolo di Nancy Scotfield in sette episodi del serial per il piccolo schermo Dallas (1986) e quello di Sarah Hallisey in 12 episodi della serie L'ispettore Tibbs. Nel cinema ha lavorato con attori come Robert Redford nel film Il candidato (1972), e Chuck Norris in The Octagon (1980).

### Vita privata
È stata sposata con l'attore e cantante David Soul dal 1968 al 1977. Attualmente è sposata con l'attore/compositore Devin Payne.

## Filmografia

### Cinema
- Shame, Shame, Everybody Knows Her Name (1969)
- The Student Nurses (1970)
- Il candidato (1972)
- Black Oak Conspiracy (1977)
- Uppercut (1978)
- The Octagon (1980)
- Fleshburn (1984)
- College per vampiri  (1988)
- The Man Next Door, regia di Rod C. Spence (1997)
- A Father's Rights (2008)

### Televisione
- Organizzazione U.N.C.L.E. (The Man from U.N.C.L.E.) - serie TV, 1 episodio (1967)
- Arrivano le spose (Here Come the Brides) - serie TV, 4 episodi (1968-1969)
- Strega per amore (I Dream of Jeannie) - serie TV, 1 episodio (1969)
- Death Valley Days - serie TV, 2 episodi(1970)
- Night Chase - film TV (1970)
- Missione impossibile (Mission: Impossible) - serie TV, 1 episodio (1971)
- Io e i miei tre figli (My Three Sons) - serie TV, episodio 11x24 (1971)
- Getting Together - serie TV, 1 episodio (1971)
- La famiglia Smith (The Smith Family) - serie TV, 1 episodio (1971)
- Il tempo della nostra vita (Days of Our Lives) - soap opera, 1 episodio (1971)
- Uno sceriffo a New York (McCloud) - serie TV, 1 episodio (1972)
- Ironside - serie TV, 1 episodio (1972)
- Love, American Style - serie TV, 1 episodio (1972)
- Cutter - film TV (1972)
- F.B.I. (The F.B.I.) - serie TV, 2 episodi (1969-1972)
- Detective anni trenta (Banyon) - serie TV, 1 episodio (1972)
- Bonanza - serie TV, episodio 14x15 (1973)
- Mannix - serie TV, 1 episodio (1973)
- Le strade di San Francisco (The Streets of San Francisco) - serie TV, 1 episodio (1973)
- Shaft - serie TV, 1 episodio (1973)
- Firehouse Squadra 23 (Firehouse) - serie TV, 1 episodio (1974)
- Pepper Anderson agente speciale (Police Woman) - serie TV, 1 episodio (1974)
- Movin' On - serie TV, 1 episodio (1975)
- Archer - serie TV, 1 episodio (1975)
- Cage Without a Key - film TV (1975)
- Barnaby Jones - serie TV, 1 episodio (1975)
- The First 36 Hours of Dr. Durant - film TV (1975)
- Matt Helm - serie TV, 1 episodio (1975)
- Lotta per la vita (Medical Story) - serie TV, 1 episodio (1975)
- S.W.A.T. - serie TV, 1 episodio (1976)
- The Mask of Alexander Cross - film TV (1977)
- Tail Gunner Joe - film TV (1977)
- Starsky & Hutch - serie TV, 2 episodi (1976-1977)
- It Happened One Christmas, regia di Donald Wrye – film TV (1977)
- Colorado (Centennial) - miniserie TV, 3 episodi (1978)
- CHiPs - serie TV, 1 episodio (1978)
- Buck Rogers - serie TV, 1 episodio (1979)
- Lobo - serie TV, 1 episodio (1979)
- L'incredibile Hulk (The Incredible Hulk) – serie TV, episodio 3x12 (1980)
- Cuore e batticuore (Hart to Hart) - serie TV, 1 episodio (1980)
- Il sogno dei Novak (American Dream) - serie TV, 1 episodio (1981)
- Lou Grant - serie TV, 1 episodio (1982)
- Dangerous Company - film TV (1982)
- T.J. Hooker - serie TV, 1 episodio (1982)
- In Love with an Older Woman - film TV (1982)
- Two Marriages - serie TV, 1 episodio (1983)
- Lottery! - serie TV, 1 episodio (1983)
- Yellow Rose - serie TV, 3 episodi (1983-1984)
- Detective per amore (Finder of Lost Loves) - serie TV, 1 episodio (1984)
- Brotherly love, i giorni della vendetta (Brotherly Love) - film TV (1985)
- Wild Horses, regia di Dick Lowry - film TV (1985)
- Shattered If Your Kid's on Drugs - film TV (1986)
- Spenser (Spenser: for Hire) - serie TV, 1 episodio (1986)
- Dallas - serie TV, 7 episodi (1986-1987)
- Hotel - serie TV, 2 episodi (1985-1987)
- Where the Red Fern Grows: Part Two - serie TV, 1 episodio (1992)
- Io volerò via (I'll Fly Away) - serie TV, 1 episodio (1993)
- XXX's & OOO's - film TV (1994)
- L'ispettore Tibbs (In the Heat of the Night) - serie TV, 12 episodi (1990-1994)
- A Horse for Danny - film TV (1995)

## Regista
- Climb Against the Odds (1999) - Documentario

## Produzione
- Climb Against the Odds (1999) -Documentario
- A Father's Rights (2008) - Coproduzione
- Amateurs (2008) - Produttore Associato
- Demons vs. Zombies: The Rise of Azazel (2008) - Produttore Associato